# Halász Lajos (államtitkár)
Halász Lajos (Makó, 1874. január 16. – Budapest, Erzsébetváros, 1947. augusztus 6.) magyar újságíró, lapszerkesztő, ügyvéd, miniszteri tanácsos, államtitkár (1918–1920) és országgyűlési képviselő.

## Élete
Első cikke még a makói Maros című lapban jelent meg. 1890-től Debrecenben élt, kezdetben a Debreceni Hírlap munkatársaként működött, majd Nagyváradra költözött, ahol 1893-tól Szabadság szerkesztője volt, később pedig az általa alapított Nagyváradi Friss Újságot vitte. Nagyváradi évei alatt kötött barátságot Ady Endrével, Bíró Lajossal, és Nagy Endrével. A Dreyfuss-per idején Párizsba utazott, hogy a nagyváradiak nevében üdvözletét tolmácsolja Émile Zolának, jóllehet nem beszélt franciául. Önkéntesként a 37. gyalogezred katonájaként szolgált, tartalékos tiszthelyettes lett, ám rangjától a katonai bíróság megfosztotta, mivel a váradi hadapródiskola évzáró ünnepélyén – újságíróként polgári ruhában volt jelen – nem vette le kalapját, mikor a Gotterhaltét játszották. Ezt követően a váradi függetlenségi párt szervezésén dolgozott, és jelentékeny szerepe volt Tisza Kálmán 1901-es, végső megbuktatásában, amely után Tisza a politikától is visszavonult. A párt támogatására jött létre a Nagyváradi Friss Újság is.
Nagyvárad-újváros függetlenségi pártjának elnöke, a városi törvényhatósági bizottság és több albizottság tagja volt. Temperamentuma miatt számos alkalommal párbajozott, és több sajtópert is indítottak ellene, melyek eredményeként államfogházra is ítélték. A börtönben töltött időt tanulásra használta fel, minden börtönben töltött időszak után letett egy-egy szigorlatot, majd az ügyvédi vizsgát is. 1906-ban a függetlenségi párt színeiben indult az országgyűlési választásokon, és képviselővé választották meg Tisza István kerületében, a bihar megyei ugrai választókerületben. 1909-ben felköltözött Budapestre, 1910-től fogva pedig Az Est redakciójában dolgozott. Újságírói pályát átmenetileg 1918 októberében hagyta el, mikor az őszirózsás forradalom idején a miniszterelnökség sajtóirodájának vezetőjévé nevezték ki. December folyamán helyettes államtitkár lett, és ekképp működött 1920 májusáig, mikor lemondott. Ezt követően ügyvédi irodát nyitott, majd 1923-ban megindított egy közgazdasági folyóiratot Részvényes címmel, amelyet 1944-ig szerkesztett is.
1947-ben hunyt el agyvérzésben.
Igazgatósági tagja volt a Vidéki Hírlapírók Országos Szövetségének, annak megalakulásától kezdve.

## Családja
Makón született Halász Mihály és Tóth Karolina fiaként, református vallású családban. Felesége Reismann Etelka (1870–1940) volt, Reismann Mór és Diner Stefánia lánya, akivel Budapesten 1909. augusztus 19-én kötött házasságot.

### Lexikonok, életrajzgyűjtemények
- Gulyás Pál: Magyar írók élete és munkái – új sorozat I–XIX. Budapest: Magyar Könyvtárosok és Levéltárosok Egyesülete. 1939–1944.  , 1990–2002, a VII. kötettől (1990–) sajtó alá rendezte: Viczián János
- Ki-kicsoda? Kortársak lexikona, h. n. [Budapest], Béta Irodalmi Rt., é. n. [1937]
- Révai új lexikona IX. (Gym–Hol). Főszerk. Kollega Tarsoly István. Szekszárd: Babits. 2002.  ISBN 963-927-268-X
- Új magyar életrajzi lexikon III. (H–K). Főszerk. Markó László. Budapest: Magyar Könyvklub. 2002.  ISBN 963-547-414-8